# 金仁泰
金 仁泰（キム・インテ、韓国語：김인태、1994年7月3日 - ）は、大韓民国・慶尚北道浦項市出身のプロ野球選手（外野手）。

## 経歴
2013年に斗山ベアーズから指名を受けて入団したが、同年は一軍出場がなかった。
2014年に兵役遂行のため警察野球団と契約し、2015年オフに除隊され斗山に復帰した。
2016年にプロ初出場を果たした。しかし金宰煥や閔炳憲といった主力外野手の活躍によりレギュラーに定着することはできず、14試合の出場で48打数3安打という結果でシーズンを終えた。
2017年4月9日のネクセン・ヒーローズ戦で崔原態を相手にプロ初ホームランを放った。この年も31試合の出場で43打数8安打2本塁打という成績にとどまった。
2018年は閔炳憲がロッテ・ジャイアンツにFAで移籍したため、バックアップ外野手としての役割が増加した。
2019年は後半に一軍登録された。8月11日の三星ライオンズ戦で崔採興相手に同点ホームランを打つと、さらに9月19日のダブルヘッダーSKワイバーンズ2回戦では金廣鉉から先制ホームランを放つ活躍をした。
勝てばレギュラーシーズンの優勝が決まる10月1日のNCダイノス戦では1点ビハインドで迎えた8回に李有燦の代打として登場。この場面では直前に1塁ランナーの許敬民が2点タイムリーを打っていて彼が生還すると同点になる。そして張現植からタイムリースリーベースを放ち同点に持ち込み、次の回に味方がさよなら勝ちを決めて斗山の優勝に貢献した。 
同年の韓国シリーズ2次戦では1点ビハインドの9回裏に李興練の代打として登場し、自身のポストシーズン初打席で同点に導く犠牲フライを放った。さらに直後には味方がさよなら勝利を収めた。
二軍で迎えた2020年6月17日のハンファ・イーグルス戦では人生初の一塁手としての出場を記録。
2022年4月7日の三星ライオンズ戦では人生初の中堅手としての出場を記録した。その後は朴健祐が退団した穴を埋めるレギュラー右翼手競争でリードしていたが、5月上旬に打撲で離脱。6月上旬に復帰するが今度はハムストリングの故障で再び登録抹消となった。

## プレースタイル・人物
体格はそれほど恵まれた方ではないが、手首の力が強いパワーヒッターで高校時代から優秀な打者だった。
また高校2年時にはストレートが最速145KM/時の左腕投手としても試合に出場しており、ドラフト当時にも2～3年以内にプロに安定的に定着するという評価を受けていた。
趣味は読書だと語っている。また三星ライオンズと打撃面で相性がいいが、皮肉なことに本人の好きなチームは三星である。
同僚の李有燦（当時の名前は李炳輝）は高校の後輩にあたるが、年の差が4歳なので高校時代に一緒にプレーしたことはなかった。

## 詳細情報

### 年度別打撃成績
| 年 度    | 球 団    | 試 合 | 打 席 | 打 数 | 得 点 | 安 打 | 二 塁 打 | 三 塁 打 | 本 塁 打 | 塁 打 | 打 点 | 盗 塁 | 盗 塁 死 | 犠 打 | 犠 飛 | 四 球 | 敬 遠 | 死 球 | 三 振 | 併 殺 打 | 打 率 | 出 塁 率 | 長 打 率 | O P S |
| -------- | -------- | ----- | ----- | ----- | ----- | ----- | -------- | -------- | -------- | ----- | ----- | ----- | -------- | ----- | ----- | ----- | ----- | ----- | ----- | -------- | ----- | -------- | -------- | ----- |
| 2016     | 斗山     | 14    | 19    | 18    | 0     | 3     | 1        | 0        | 0        | 4     | 3     | 0     | 0        | 0     | 0     | 1     | 0     | 0     | 4     | 0        | .167  | .211     | .222     | .433  |
| 2017     | 斗山     | 31    | 44    | 43    | 5     | 8     | 1        | 0        | 2        | 15    | 4     | 0     | 0        | 0     | 0     | 1     | 0     | 0     | 11    | 0        | .186  | .205     | .349     | .554  |
| 2018     | 斗山     | 46    | 109   | 95    | 16    | 25    | 7        | 0        | 1        | 35    | 10    | 0     | 0        | 1     | 1     | 12    | 0     | 0     | 26    | 0        | .263  | .343     | .368     | .711  |
| 2019     | 斗山     | 26    | 70    | 60    | 6     | 14    | 2        | 1        | 2        | 24    | 7     | 1     | 1        | 1     | 1     | 8     | 0     | 0     | 12    | 2        | .233  | .319     | .400     | .719  |
| 2020     | 斗山     | 77    | 110   | 84    | 15    | 17    | 5        | 0        | 1        | 25    | 13    | 0     | 0        | 2     | 1     | 21    | 0     | 2     | 13    | 3        | .202  | .370     | .298     | .668  |
| 2021     | 斗山     | 133   | 418   | 344   | 51    | 89    | 15       | 1        | 8        | 130   | 46    | 0     | 2        | 5     | 4     | 62    | 0     | 3     | 67    | 10       | .259  | .373     | .378     | .751  |
| 2022     | 斗山     | 83    | 279   | 235   | 25    | 58    | 6        | 0        | 5        | 79    | 25    | 1     | 0        | 0     | 0     | 41    | 1     | 3     | 47    | 6        | .247  | .366     | .336     | .702  |
| 2023     | 斗山     | 47    | 115   | 98    | 8     | 25    | 5        | 0        | 1        | 33    | 14    | 2     | 1        | 1     | 0     | 15    | 0     | 1     | 26    | 1        | .255  | .360     | .337     | .697  |
| 2024     | 斗山     | 10    | 26    | 23    | 3     | 4     | 0        | 0        | 1        | 7     | 2     | 0     | 0        | 0     | 1     | 2     | 0     | 0     | 7     | 1        | .174  | .231     | .304     | .535  |
| KBO：9年 | KBO：9年 | 467   | 1190  | 1000  | 129   | 243   | 42       | 2        | 21       | 352   | 124   | 4     | 4        | 10    | 8     | 163   | 1     | 9     | 213   | 23       | .243  | .352     | .352     | .704  |

- 2024年度シーズン終了時

### 背番号
- 57 （2013年）
- 39 （2016年 - 2023年）
- 33 （2024年 - ）